# Picramnia magnifolia
Picramnia magnifolia är en tvåhjärtbladig växtart som beskrevs av Macbride. Picramnia magnifolia ingår i släktet Picramnia och familjen Picramniaceae. Inga underarter finns listade.